# Kenneth Moore
Kenneth Moore (Balcarres, 17 februari 1910 - Winnipeg, 8 december 1981) was een Canadese ijshockeyspeler.
Moore won met zijn ploeg de Winnipeg Hockey Club in 1931 het amateurkampioenschap van Canada de Allan Cup. Door deze overwinning waren de Winnipeg Hockey Club de Canadese vertegenwoordigen op de Olympische Winterspelen 1932. Moore speelde alleen mee in de tweede wedstrijd tegen Polen waarin hij eenmaal doel trof.